# Kirill Kistanow
Kirill Kistanow (* 11. April 2002) ist ein kirgisischer Tennisspieler.

## Karriere
Kistanow nahm im Jugendbereich an zahlreichen Turnieren, insbesondere in der kirgisischen Hauptstadt Bischkek teil. Auch im Jahr 2019 nahm er an Jugendturnieren in Almaty, Bischkek, Duschanbe und Schymkent teil, teilweise auch in der Doppel-Konkurrenz. Im ITF Junior World Ranking belegte Kistanov im September 2019 Rang 706 und war damit der bestplatzierteste kirgisische Spieler in dieser Rangliste.
Auch im Profibereich ist Kistanow aktiv, unter anderem auf der ITF Future Tour, wo er bei Turnieren in Shymkent und Almaty antrat. Zudem ist Kistanow in der kirgisischen Mannschaft beim Davis Cup gesetzt, wobei er sowohl im Einzel als auch im Doppel eingesetzt wird.
Bei den kirgisischen Tennismeisterschaften vom 21. bis 27. September 2019 in Bischkek konnte sich Kistanow durchsetzen und ist damit amtierender kirgisischer Meister. Auch in der Doppelkonkurrenz gewann Kistanow mit seinem Doppelpartner die nationale Meisterschaft.